# Karl Gottfried Bellmann
Karl Gottfried Bellmann, auch Carl Gottfired Bellmann  (* 11. August 1760 in Schellenberg; † 1. Juli 1816 in Dresden), war ein deutscher Musikinstrumentenbauer und Musiker.

## Leben und Wirken
Bellmann stammte aus dem sächsischen Erzgebirge und ging als Klavier- und Orgelbauer bei seinem Vater in die Lehre, der ein Gehilfe von Gottfried Silbermann gewesen ist. Später wechselte er als Lehrling zum Hoforgelmacher Treubluth nach Dresden, wo er fortan sein Leben verbrachte und 1783 eine eigene Werkstatt gründete. Bekannt wurde Bellmann vor allem als Klavierbauer, der 1791 zu den besten seiner Zeit gerechnet wurde. Daneben machte er sich auch als Orgelbauer und als Fagottist verdient. Er belieferte vor allem den sächsischen Hof und wurde daher auch als Hofinstrumentenmacher bezeichnet.